# Ciclo de proyecto (ingeniería)
El ciclo de un proyecto de ingeniería es cada una de aquellas fases en las que los directores de proyectos o la organización pueden dividir los proyectos en fases, con los enlaces correspondientes a las operaciones de la organización ejecutante. El conjunto de estas fases se conoce como ciclo de vida del proyecto. Muchas organizaciones identifican un conjunto de ciclos de vida específico para usarlo en todos sus proyectos.

## Fases de un ciclo en un proyecto de ingeniería
- Prediseño o diseño preliminar: en esta fase se estudian en grandes líneas las posibles soluciones al problema que se quiere afrontar. Los diseños son aproximados, se trabaja básicamente con información secundaria, y los costos se determinan con base en costos unitarios conocidos en el mercado local o internacional. En este nivel de estudio, pueden considerarse varias soluciones, uno de los aspectos relevantes que debe considerarse en esta fase es el potencial impacto ambiental de cada una de las soluciones.
- Diseño básico, generalmente asociado a un estudio de factibilidad económico y financiero: Para una o dos soluciones que aparecen como más convenientes en la fase anterior se detalla el diseño, con estudios de campo, sobre todo de carácter topográficos, geológicos, geotécnicos, hidrológicos e hidráulicos. Se detallan los costos unitarios de los materiales y de las diversas fases de la construcción. Todo este proceso permite disponer de un costo de la obra más cercano a la realidad. Tomando este costo como base se procede al estudio de carácter económico y se estudian las diversas posibilidades de financiamiento para la obra. Paralelamente se detalla también el estudio de los posibles impactos ambientales y se elaboran planes de mitigación, cuyo costo debe ser incluido en el costo general de la obra a ser financiada. La necesidad de desplazar poblaciones afectadas por la construcción de la obra es un factor sumamente importante y debe considerarse como un impacto de carácter social. Si en el curso de esta fase de los estudios, se detecta que por algún motivo la obra excede los costos considerados como razonables, o los impactos ambientales son inaceptables, se deberá volver a analizar otras alternativas en la fase anterior, de diseño preliminar.
- Diseño ejecutivo o final: el énfasis de esta fase del diseño está en los detalles constructivos, tanto de las partes civiles de la obra como en las partes eléctricas y mecánicas si las hubiera.

Diseño Digital
Diseño del producto

## Proyectos de grandes dimensiones
Cuando los proyectos son de grandes dimensiones, y se involucra en los mismos organismos financieros internacionales, el "Ciclo del Proyecto" suele hacerse más complejo, de manera que integre otros aspectos paralelos como: 
- Los aspectos ambientales, que generalmente exigen un proceso de aprobaciones intermedias.
- Los aspectos relacionados con el desplazamiento involuntario de poblaciones que habitan en el área intervenida por el Proyecto.
- Proyecto Presa Puente